# Grand Mesa Scenic and Historic Byway
La Grand Mesa Scenic and Historic Byway est une route américaine dans les comtés de Delta et Mesa, au Colorado. Longue de 63,0 milles, elle est classée National Scenic Byway. Sa partie centrale traverse la forêt nationale de Grand Mesa.